# Zonitis lateritia
Zonitis lateritia es una especie de coleóptero de la familia Meloidae.

## Distribución geográfica
Habita en Nicaragua.